# Suessenguthiella
Suessenguthiella es un género monotípico de plantas de la familia Molluginaceae. Su única especie: Suessenguthiella caespitosa es originaria de Namibia donde se encuentra en un hábitat rocoso.

## Descripción
Esta especie es conocida con una y hasta dos subpoblaciones con extensión de presencia estimada en 625 km ² (aunque el área de ocupación se sospecha que es no más de 1 km ²). Aunque la especie tiene un rango restringido, ningunas amenazas reales son conocidas en la actualidad y la población se cree que es estable actualmente. 

## Taxonomía
Suessenguthiella caespitosa fue descrita por Hans Christian Friedrich y publicado en Mitteilungen der Botanischen Staatssammlung München 3: 616 1960.